# Adam Saunders
Adam Peter Saunders (ur. 6 listopada 1986 w Sydney) – australijski aktor, znany z serialu Na wysokiej fali.
Grał między innymi w serialu Na wysokiej fali (ang. Blue Water High) jako Heath Caroll. Jego pasją jest muzyka i surfing. Studiował aktorstwo na Brent Street School. Jest prezenterem ABC kids'TV show Creature Features.

## Filmografia
- Na wysokiej fali (Blue Water High) jako Heath Caroll (2005-2006)
- Zatoka serc (Home and Away) jako Corey Watkins (2005)
- Cena życia (All Saints) jako Josh Koumanis (2002)
- Szczury wodne (Water Rats) jako Miguel Muñoz (2002)
- The Potato Factory jako Tommo (2000)